# Uran-Anreicherung
Uran-Anreicherung bezeichnet die verschiedenen Verfahren, den Anteil des Isotops 235U im Uran zu erhöhen. Natururan besteht zu etwa 99,27 % aus 238U und zu 0,72 % aus 235U sowie in Spuren (55 ppm) aus 234U. Verschieden hoch an 235U angereichertes Uran dient als Kernbrennstoff für Kernreaktoren und Kernwaffen. Natururan ist zum Einsatz in gängigen Leichtwasserreaktoren ungeeignet, kann aber in Schwerwasserreaktoren und graphitmoderierten Reaktoren verwendet werden. Die Anreicherung ist ein Zweig der Uranwirtschaft.

## Verfahren
In einer Urananreicherungsanlage wird Natururan („Feed“) in zwei Fraktionen getrennt, von denen die eine („Product“) gegenüber dem Ausgangsstoff einen höheren, die andere („Tails“) einen niedrigeren Anteil an 235U besitzt. Die von einer Trenneinrichtung verrichtete Arbeit wird in Kilogramm Urantrennarbeit (kg UTA) bzw. Tonnen Urantrennarbeit (t UTA) ausgedrückt. In der englischen Fachliteratur wird diese Einheit als SWU (Separative Work Unit) bezeichnet.
Die gängigen industriellen Verfahren setzen als Verfahrensmedium Uranhexafluorid (UF6) ein, die einzige chemische Verbindung des Urans, die bei Raumtemperatur eine für den Trennvorgang ausreichende Flüchtigkeit hat (etwa 100 mbar Dampfdruck bei Raumtemperatur). Zunächst wird aus dem Uranerz durch Laugung Yellowcake gewonnen, ein Gemisch verschiedener Uranverbindungen, überwiegend Oxide. Aus dem Yellowcake wird Uranhexafluorid hergestellt (Urankonversion) und nach dem Gasdiffusionsverfahren oder mittels Gaszentrifugen verarbeitet.
Uranhexafluorid ist auch deshalb so gut für den Anreicherungsprozess geeignet, weil Fluor in der Natur nur als Reinelement (Isotop Fluor-19) vorkommt. Die Masse der UF6-Moleküle variiert daher nur durch die unterschiedlichen Massen der Uranisotope. Wegen der kleinen Masse des Fluoratoms beträgt der relative Massenunterschied zwischen den UF6-Molekülen noch rund 0,85 % im Vergleich zu etwa 1,3 % relativem Masseunterschied zwischen den Uranisotopen selbst:
{\displaystyle 1-{\frac {6\cdot 19\ \mathrm {u} +235\ \mathrm {u} }{6\cdot 19\ \mathrm {u} +238\ \mathrm {u} }}\approx 0{,}0085=0{,}85\ \%\,.}

## Verwendung des angereicherten Urans
235U ist – wie einige andere Nuklide mit ungerader Neutronenzahl – durch thermische Neutronen relativ gut spaltbar und das einzige bekannte natürlich vorkommende Nuklid, das zu einer Kernspaltungs-Kettenreaktion fähig ist. Während für Schwerwasser- und Graphit-moderierte Reaktoren auch Natururan zum Einsatz kommen kann, müssen die gängigeren Leichtwasserreaktoren mit Uran beschickt werden, dessen 235U-Gehalt auf mindestens etwa 3 % – in der Praxis bis zu 5 % – erhöht wurde. Als hochangereichertes Uran („HEU“ von englisch highly enriched uranium) wird Uran mit 20 % oder mehr 235U bezeichnet. Für Kernwaffen ist eine sehr hohe Anreicherung erforderlich (typischerweise mindestens 85 %).

## Verwendung des abgereicherten Urans
Als Nebenprodukt der Anreicherung entsteht abgereichertes Uran. Je Tonne für zivile Zwecke angereichertem Kernbrennstoff fallen etwa 5,5 Tonnen abgereichertes Uran mit einem 235U-Gehalt von ca. 0,3 % an. Es wird wegen seiner hohen Dichte unter anderem in Ausgleichsgewichten für Flugzeugtragflächen und Renn-Yachten sowie militärisch in Uranmunition verwendet. Für solche Zwecke werden aber bisher nur etwa 5 % des anfallenden abgereicherten Urans genutzt, der Rest wird eingelagert. Da für nicht-nukleare Anwendungen das Isotopenverhältnis irrelevant ist, wird für die noch verbliebenen solchen Anwendungen hauptsächlich abgereichertes Uran verwendet. Das Hauptinteresse an diesem Material, besonders von Seiten Russlands, besteht in der Verwendung als Mischmaterial („Blender-Material“) für die Rückumwandlung hochangereicherten (militärischen) Urans in schwachangereichertes (ziviles) Uran für den Einsatz in Leichtwasserreaktoren. Hier sei besonders die Abrüstungsaktion nach dem START-II-Abkommen genannt: „Megatonnen zu Megawatt“. Laut dem Atomgesetz der Bundesrepublik Deutschland gilt abgereichertes Uran als Wertstoff. Auch zur Herstellung von MOX-Brennelementen sowie als „Brutstoff“ in Brutreaktoren kann es eingesetzt werden.

## Methoden
Hinsichtlich der Effizienz ist die Anreicherung durch Gaszentrifugen der Diffusionsmethode etwa um den Faktor 10 überlegen, die Laseranreicherung etwa um den Faktor 2 bis 20.

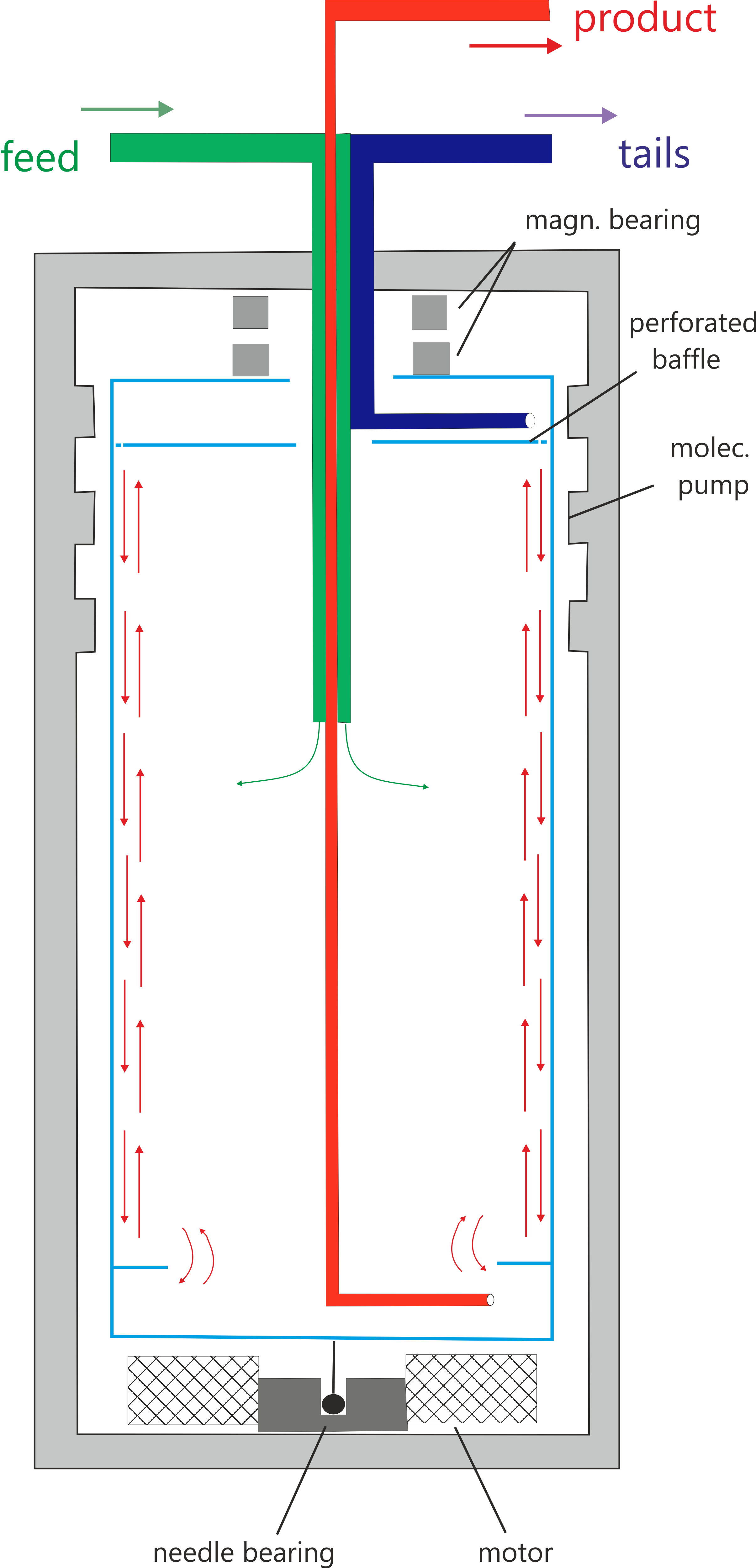
Zippe-Zentrifuge zur Urananreicherung. Bei voller Geschwindigkeit herrscht praktisch Vakuum auf der Achse, so dass keine Dichtung benötigt wird für die Einspeisungs- und Entnahmerohre. Das untere Staurohr, das die leichtere Fraktion sammelt, bremst die Gasrotation und reduziert dadurch den Druckgradient. Das erleichtert die Aufnahme der inneren Gasschicht und regt die Gegenströmung an.

### Anreicherung durch Gaszentrifugen

Gegenstrom-Gaszentrifuge:
^{235}UF_{6} hellblau,
^{238}UF_{6} dunkelblau

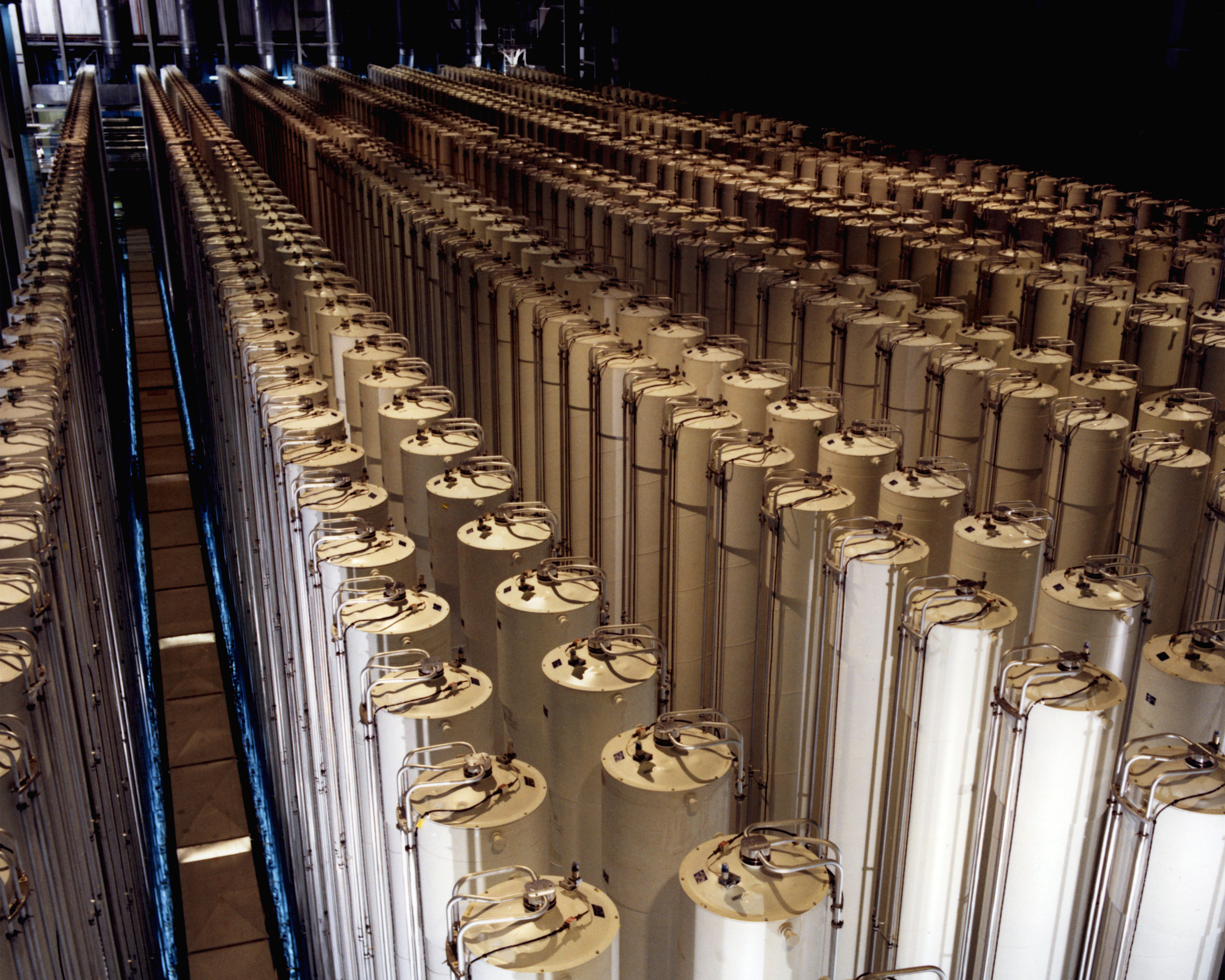
Kaskade von Gaszentrifugen zur Urananreicherung

Das Gaszentrifugenverfahren ist im internationalen Bereich heute das gängige Verfahren zur Urananreicherung und hat die Gasdiffusion in ihrer Bedeutung inzwischen überholt. Die wichtigsten Gründe dafür sind der erheblich geringere Energieverbrauch (rund 50 kWh pro kg UTA; zum Vergleich: Diffusionstrennung bis 2500 kWh pro kg UTA) sowie eine größere Flexibilität in der Kapazitätsplanung.
Im Gaszentrifugenverfahren wird gasförmiges Uranhexafluorid (UF6) in das Innere eines senkrecht stehenden, sehr schnell (>60.000/min) rotierenden Zylinders geleitet. Unter dem Einfluss der hohen Geschwindigkeit und der dadurch bedingten massenabhängigen Zentrifugalkraft reichern sich die schwereren 238UF6-Moleküle an der Innenwand des zylindrischen Rotors an und die leichteren 235UF6-Moleküle etwas näher an der Rotorachse, so dass die Isotope getrennt mit Hilfe von Staurohren entnommen werden können. Die Zentrifugalkraft erzeugt ein Druckgefälle mit praktisch Vakuum auf der Achse. Deshalb können die Rohre für Einspeisung und Entnahme auf der Achse ohne Dichtung durchgeführt werden. Der Rotor selbst läuft zur Vermeidung von Reibung im Vakuum und wird durch ein magnetisches Drehfeld angetrieben.
Die Trennwirkung wird in modernen Zentrifugen verstärkt durch Anregung einer axialen Umlaufströmung. Diese kann durch thermische Konvektion erzeugt werden, wird aber heutzutage mechanisch durch eines der Staurohre angeregt. Solche Zentrifugen werden als Gegenstromzentrifugen bezeichnet. Der größte Trennfaktor zwischen mit 235U an- und abgereichertem Massenstrom besteht in diesen dann nicht mehr axial, sondern zwischen den Enden der Zentrifuge. Die angereicherte, leichte Fraktion („Produkt“) und die abgereicherte, schwerere Fraktion („Abfall“) werden an diesen beiden Enden der Zentrifuge entnommen. Der axiale Trennfaktor hängt exponentiell ab vom Quadrat der Umfangsgeschwindigkeit und der Massendifferenz ΔM (also nicht ΔM/M) der Isotope; für die Gegenstromzentrifuge (Höhe H, Radius R) kommt ein Faktor H/(R√2) im Exponenten hinzu.
Die Entnahmeröhrchen für die an- und abgereicherte Fraktion ragen in den Bereich des rotierenden Gases an der Innenwand der Zentrifuge und nutzen so den Staudruck zum Transport des Gases innerhalb der Anlage. Der Trennprozess erfolgt bei Unterdruck. Daher müssen Produkt und Abfall mit Hilfe von Temperaturdifferenzen und Sublimatoren/Desublimatoren auf den gewünschten Druck gebracht werden, bevor sie in Transport- oder Lagerbehälter abgefüllt werden können.
Die Gaszentrifugen werden üblicherweise zu Kaskaden mit mehreren hundert Einzelzentrifugen verbunden, da jede Zentrifuge nur einen begrenzten Durchsatz und eine begrenzte Anreicherung erreichen kann. Parallelschaltung der Zentrifugen führt dabei zur Erhöhung des Durchsatzes, während die Anreicherung durch Serienschaltung erhöht wird. Der Trennfaktor einer Zentrifuge kann durch Vergrößerung der Rohrlänge und insbesondere der Umlaufgeschwindigkeit gesteigert werden. Übliche Zylinderdurchmesser liegen bei 10–20 cm. Mit Aluminiumlegierungen werden Umfangsgeschwindigkeiten von 400 m/s, mit hochfesten Stählen 500 m/s und mit kohlenstofffaserverstärkten Werkstoffen über 750 m/s erreicht. Die Trennleistung wird durch die Materialeigenschaften des schnell umlaufenden Rotors sowie durch technisch bedingte Einschränkungen der Rotorlänge (Auftreten von unerwünschten Eigenschwingungen) praktisch begrenzt. Wenn die (Biege-)Schwingungen zu niederfrequent sind, können sie beim Hochfahren der Zentrifuge angeregt werden und zu katastrophalem Versagen führen. Ein solches Versagen wurde im Rahmen des Stuxnet-Vorfalls provoziert. Zur Vermeidung wird entweder die Baulänge auf 50–100 cm begrenzt („unterkritische Zentrifuge“, in Russland üblich), oder es werden Federbälge in die Zylinderwand eingebaut, wodurch die Biegeschwingungen beherrschbar werden. Baulängen von 5–10 m werden so ermöglicht. Für eine solche Zentrifuge (TC-21 von Urenco, Durchmesser 20 cm, Länge 5 m, Umfangsgeschwindigkeit 750 m/s, Verhältnis 4 von Umwälzung zu Einspeisung) wurde ein Trennfaktor von 1,74 für 235U/238U berechnet.

### Diffusionsmethoden
Bei der Gasdiffusionsmethode lässt man gasförmiges Uranhexafluorid (UF6) durch eine mikroporöse Membran diffundieren, wobei die Porendurchmesser kleiner als die freie Weglänge im Gas sind (Knudsen-Strömung). Die treibende Kraft hierbei ist der Druckunterschied auf beiden Seiten der Membran. Moleküle, die das leichtere 235U-Isotop enthalten, besitzen eine höhere Diffusionsgeschwindigkeit (proportional M−1/2, wo M die Molekülmasse ist) als schwerere, deshalb sammeln sich die leichten Isotope in der Kammer mit niedrigem Druck. Bei einem Uranisotopengemisch enthält daher der Gasstrom, der durch die Poren in der Wand hindurch diffundiert („Produkt“), einen geringfügig höheren Anteil des Isotops 235U als der ursprüngliche Strom („Einspeisung“). Eine einzelne Trennstufe hat einen geringen Trennfaktor (Konzentrationsverhältnis des 235U in Produkt und Abfall) von maximal 1,0035 (berechnet 1,0043), aber einen hohen Materialdurchsatz. Für einen Anreicherungsgrad, der zum Betrieb von Leichtwasserreaktoren genügt, sind rund 1200 hintereinander geschaltete Stufen erforderlich, die zusammen eine so genannte „Kaskade“ bilden. Der Energieverbrauch ist hoch und beträgt etwa 2300–2500 kWh pro kg Urantrennarbeit (UTA). Man verwendet Uranhexafluorid, weil es bereits bei 56 °C sublimiert und weil Fluor nur aus einem einzigen Isotop besteht. Der Unterschied in der Molekülmasse hängt somit nur vom Uranisotop ab.
Anstelle des Druckunterschiedes kann grundsätzlich auch ein Temperaturgefälle zur Isotopentrennung mittels Diffusion ausgenutzt werden (siehe Thermodiffusion). Für die Urananreicherung spielen diese Verfahren jedoch keine praktische Rolle mehr.
Geschichtlicher Hintergrund: Die Technik der Isotopentrennung von Uran mittels Gasdiffusion wurde von Franz Simon und Nicholas Kurti in England entwickelt und im 2. Weltkrieg im Rahmen der MAUD-Kommission Amerika zur industriellen Umsetzung in Großanlagen übertragen. Amerika baute damit als Teil des Manhattan-Projekts die Anlagen in Oak Ridge (K-25 und S-50), Portsmouth Gaseous Diffusion Plant in Piketon und der Paducah Gaseous Diffusion Plant in Paducah.

### Elektromagnetische Anreicherung

Schematische Darstellung der Isotopentrennung per Calutron: ^{235}U-Ionen (dunkelblau) werden im Magnetfeld etwas stärker abgelenkt als ^{238}U-Ionen (hellblau), es entsteht ein Konzentrationsgradient quer zum abgelenkten Strahl (hier übertrieben dargestellt)

Wie in einem Massenspektrometer werden bei der elektromagnetischen Isotopen-Trennung Uranatome zunächst ionisiert, dann in einem elektrischen Feld beschleunigt und anschließend in einem magnetischen Feld entsprechend den unterschiedlichen Massenzahlen getrennt. Dieser Aufbau zur Isotopentrennung wurde im Zweiten Weltkrieg für die Herstellung von angereichertem Uran für die ersten Atombomben verwendet; die damals verwendeten Anlagen wurden Calutrone genannt.
Wegen des enormen Aufwandes hat dieses Verfahren für die Herstellung von angereichertem Uran heute keine Bedeutung mehr. Es wird jedoch in der Forschung für andere Isotopentrennungen eingesetzt, da sich im Idealfall bereits ein einziges gewonnenes Atom eines Isotops detektieren lässt.

### Laserverfahren
Die Laserverfahren beruhen auf der Isotopieverschiebung der Absorptionsspektren von Atomen und Molekülen. Sind die spektroskopischen Bedingungen geeignet, d. h. überlappen die Absorptionslinien der Isotope oder Isotopenverbindungen hinreichend wenig, und steht außerdem ein Laser geeigneter Wellenlänge und Schmalbandigkeit zur Verfügung, so ist eine isotopenselektive Anregung möglich. Für die Trennung wird ausgenutzt, dass sich die angeregte Spezies von der nicht angeregten in ihren physikalischen und chemischen Eigenschaften wesentlich unterscheidet. Laserverfahren zeichnen sich durch eine hohe Selektivität aus.
Grundsätzlich lassen sich zwei Konzepte unterscheiden: die mehrstufige Fotoionisation von Urandampf (atomares Verfahren; AVLIS), wobei die resonante erste Anregung für die Selektivität verantwortlich ist, und ein molekulares Verfahren (MLIS). Letztere basieren meistens auf Fotodissoziation von UF6, wobei ein erster Laser im IR (um 16 µm) das Molekül isotopensektiv anregt und ein zweiter Laser (im UV oder wieder nahe 16 µm) die angeregten Moleküle dissoziiert; das feste UF5 kann dann abgetrennt werden. Die spektroskopische Selektivität bei den Laserverfahren ist sehr hoch, so dass man eine hohe Anreicherung in einem einzigen Schritt erwarten könnte. Die Selektivität lässt sich aber nicht bis zur eigentlichen Trennung aufrechterhalten.
Zum Beispiel werden beim atomaren Verfahren die Atome eines Isotopengemisches zunächst selektiv ionisiert. Wenn man aber versucht, diese Ionen mit Hilfe eines elektrischen Feldes in einem Faradaykäfig zu sammeln, wird bei nicht unrealistisch kleinen Dichten Ladung zwischen Ionen und Atomen ausgetauscht, so dass Selektivität verloren geht; der Wirkungsquerschnitt für Ladungsaustausch ist sehr hoch. Dichten von 1013 Atomen/cm3 wären hoch genug für Durchsätze, die Leichtwasserreaktoren versorgen könnten, und wären andererseits niedrig genug für eine Selektivität, die eine Anreicherung auf Reaktorqualität in einem Schritt erlaubt. – Bei den auf Dissoziation beruhenden MLIS-Verfahren geht ein Teil der Selektivität aus einem anderen Grund verloren: Der zweite Laser dissoziiert nicht nur die (selektiv) angeregten Moleküle, sondern auch nicht angeregte, wenn auch mit kleinerer Wahrscheinlichkeit.
Eine andere molekulare Methode, das SILEX-Verfahren (siehe Hauptartikel Silex-Verfahren), wurde im Wesentlichen in Australien in den 1990er Jahren entwickelt. Es benutzt isotopenselektive Ein-Fotonen-Anregung in einem kalten Molekülstrahl von UF6 in einem Trägergas G unter Bedingungen, wo sich Aggregate („Cluster“) UF6∙G bilden können, bevor durch zunehmende Expansion Stöße zu selten werden. Bei den selektiv angeregten Molekülen ist die Aggregatbildung unterdrückt. Wegen der kleineren Masse und der entsprechend höheren thermischen Geschwindigkeit der freien Moleküle bewegen diese sich schneller von der Achse des Molekülstrahls weg und können stromabwärts durch einen Abschäler abgetrennt werden. Man erreicht Anreicherungen um einen Faktor 2 bis 20, was für Herstellung von Reaktoruran aus Natururan ausreicht. Derzeit wird die industrielle Anwendung der Methode in den USA untersucht auch zur Wiederanreicherung von abgereicherten Uran (von 0,35 auf 0,7 %).
Nach anfänglicher Euphorie über die Vorteile von Laserverfahren gegenüber herkömmlichen, etablierten Anreicherungsverfahren wurde man skeptisch hinsichtlich der industriellen Realisierbarkeit. Die meisten Länder zogen sich aus dieser Technologie im Laufe der 1990er Jahre wieder zurück, da die technischen Probleme (z. B. Korrosion an den Apparaturen bei AVLIS) unüberwindbar schienen. Urenco gibt als Grund an, dass für die Laserverfahren noch ganz erhebliche Entwicklungen mit unsicherem Erfolg benötigt würden, während das Zentrifugenverfahren inzwischen technologische Reife erlangt hat.
Nur bei Silex gibt es aber Entwicklungen zur großtechnischen Anwendung. So wird derzeit (Stand 2010) in der Nähe von Wilmington in North Carolina eine Anlage gebaut, die ab 2013 mittels Laser-Isotopen-Trennung Uran anreichern soll. Die Betreiber wollen sich aber zunächst (Stand 2022) auf den Bau einer Anlage zur Wiederanreicherung (von 0,35 auf 0,7 % 235U) von abgereichertem UF6 in Paducah (Kentucky) konzentrieren. Kritiker warnen jedoch davor, weil damit die Kernwaffenherstellung erleichtert und weniger kontrollierbar werde. Durch Vergleich mit anderen Verfahren kommt aber Fuß zu dem Schluss, dass die Gefahr bei Silex nicht höher ist als bei Zentrifugen.

### Trenndüsenverfahren
In Deutschland wurde bis Ende der 1980er Jahre auch das Trenndüsenverfahren entwickelt. Hier erfolgt die Entmischung der Uranisotope aufgrund unterschiedlicher Zentrifugalkräfte in einer schnellen, gekrümmten Strömung. 1975 wurde von Brasilien im Rahmen der deutsch-brasilianischen Kernenergievereinbarung dieses Verfahren übernommen, um seine großen Uranvorkommen zu verarbeiten; die geplanten Anlagen wurden jedoch nicht realisiert. Als Vorteil des Trenndüsenverfahrens kam hier u. a. zum Tragen, dass es keinen Geheimhaltungsbeschränkungen unterlag. Die Republik Südafrika setzte das Trenndüsenverfahren vor 1990 praktisch ein, da bedingt durch das Embargo gegen das Land nur Techniken zum Tragen kommen konnten, die ohne große Schwierigkeiten (ohne Geheimhaltungsbeschränkungen durch die Bundesrepublik Deutschland) nutzbar waren. Der hohe Energieverbrauch wurde in Kauf genommen.

## Anreicherungskapazität
Den größten Anteil an der weltweit installierten Gesamtanreicherungskapazität haben immer noch die Diffusionsanlagen. Der Produktionsanteil der Zentrifugenanlagen steigt jedoch in zunehmendem Maße aufgrund der technischen Dominanz moderner Gaszentrifugen. In Frankreich soll demnächst die bestehende Gasdiffusionsanlage (Georges Besse I) durch eine moderne Zentrifugenanlage (Georges Besse II) ersetzt werden. Zwei neue Zentrifugenanlagen sind in den USA geplant.

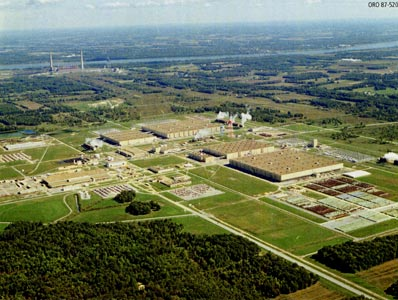
Luftbild der Urananreicherungsanlage Paducah

Die gesamte Menge hochangereicherten Urans weltweit belief sich 2010 auf ungefähr 1580 Tonnen. Große Anlagen haben eine Jahreskapazität in der Größenordnung einiger 1000 t UTA.
Die nachfolgende Tabelle gibt einen Überblick über die wichtigsten bestehenden Anlagen (mit Kapazitäten über 100 t UTA/a):
| Land           | Anlage                                               | Betreiber    | Verfahren  | UTA Tonnen/Jahr | UTA Tonnen/Jahr     |
| Land           | Anlage                                               | Betreiber    | Verfahren  | aktuell         | Endausbau           |
| -------------- | ---------------------------------------------------- | ------------ | ---------- | --------------- | ------------------- |
| China          | bei Lanzhou                                          | CNNC         | Diffusion  | ca. 700         |                     |
| China          | bei Hanchong                                         | CNNC         | Zentrifuge | 200             |                     |
| Deutschland    | Gronau                                               | Urenco       | Zentrifuge | 3.900           | 4.500               |
| Frankreich     | Tricastin                                            | Eurodif      | Diffusion  | 10.800          | 07.2012 stillgelegt |
| Großbritannien | Capenhurst                                           | Urenco       | Zentrifuge | 4.200           |                     |
| Japan          | Rokkasho                                             | JNFL         | Zentrifuge | 1.050           | 1.500               |
| Niederlande    | Almelo                                               | Urenco       | Zentrifuge | 3.600           |                     |
| Russland       | Krasnojarsk                                          |              | Zentrifuge | 2.500           |                     |
| Russland       | Rostow am Don                                        | TWEL         | Zentrifuge | 1.400           |                     |
| Russland       | Jekaterinburg                                        | TWEL         | Zentrifuge | 10.000          |                     |
| Russland       | Angarsk                                              | TWEL         | Zentrifuge | 1.400           |                     |
| Russland       | Tomsk                                                | TWEL         | Zentrifuge | 5.700           |                     |
| USA            | Paducah Gaseous Diffusion Plant bei Paducah          | USEC         | Diffusion  | 11.300          | 2013 stillgelegt    |
| USA            | National Enrichment Facility bei Eunice (New Mexico) | LES (Urenco) | Zentrifuge | 0               | 5.900               |
| Summe          | Summe                                                | Summe        | Summe      | 56.050          |                     |

## Bedeutung der Urananreicherung für den Bau von Kernwaffen
Die Urananreicherung ist einer von zwei Wegen zum Bau von Kernwaffen. Der andere Weg ist das Erbrüten von Plutonium in einem Kernreaktor und seine anschließende Abtrennung vom gebrauchten Kernbrennstoff durch Wiederaufarbeitung.
Soll die Waffe hohe Sprengkraft erreichen, also von militärstrategischem Interesse sein, dann muss in beiden Fällen das jeweils wichtige Isotop, 235U bzw. 239Pu, nahezu rein vorliegen. Für Kernwaffen geringerer Wirksamkeit, die aber z. B. für terroristische Gruppen interessant genug wären, genügt weniger reines 235U bzw. 239Pu.
Die zum Zünden einer Kernwaffe nötige konventionell-chemische Sprengtechnik ist bei Uran weniger anspruchsvoll als bei Plutonium (siehe Kernwaffentechnik). Wegen der geringeren Strahlung ist eine Uranbombe im Vergleich zur Plutoniumbombe auch besser lagerfähig und leichter zu handhaben.
Eine Anreicherungsanlage erfordert für Bau und Betrieb mindestens ein vergleichbares technologisches Niveau wie eine Wiederaufarbeitungsanlage. Für militärische Waffenzwecke muss sie, vereinfacht gesagt, Kilogrammmengen mit hoher Anreicherung liefern, für Reaktoren zur Energieversorgung dagegen Tonnen mit niedriger Anreicherung. Dass eine Anlage nur für den letzteren Zweck verwendet wird, kann im Fall der Gaszentrifugentechnik nur durch ständige oder genügend häufige Inspektionen sichergestellt werden, denn grundsätzlich lässt sich eine solche Anlage durch Änderung von Rohrleitungsverbindungen zwischen den Zentrifugen von dem einen auf den anderen Zweck umstellen.
Im August 2005 blickte die Weltöffentlichkeit auf den Iran und die umstrittene Wiederinbetriebnahme von dessen „Atomkomplex“ in Natans, Provinz Isfahan. Dort wird die Urananreicherung in vergleichsweise geringem Umfang betrieben, der erreichte Anreicherungsgrad ist weit von der Bombentauglichkeit entfernt. Der Iran reklamiert sein Recht zur Anreicherung zu zivilen Energieversorgungszwecken. Die Beherrschung der Gaszentrifugen-Technologie zur Anreicherung stellt jedoch, wie beschrieben, einen wesentlichen Schritt auf dem Weg zur Atommacht dar. Im Februar 2010 erklärte der damalige Präsident Mahmud Ahmadineschad, dass Uran bis 20 % angereichert werde.